# Xã Jordan, Michigan
Xã Jordan (tiếng Anh: Jordan Township) là một xã thuộc quận Antrim, tiểu bang Michigan, Hoa Kỳ. Năm 2010, dân số của xã này là 992 người.